# Felix Maria von Exner-Ewarten
Felix Maria von Exner-Ewarten (23 de agosto de 1876, Viena – 7 de febrero de 1930, ibíd.) fue un meteorólogo, y geofísico austríaco. Fue profesor universitario en Innsbruck y Viena, así como director de largo plazo del Instituto Central de Geodinámica. Fue un teórico importante de las tres áreas temáticas.
Su hijo Christof Exner (1915–2007) fue profesor de geología en Viena.

## Algunas publicaciones
- A First Approach Towards Calculating Synoptic Forecast Charts. Historical note 1. Tradujo Lisa Shields. Ed. Meteorological Service, 31 pp. ISBN 0952123215

- Gravitationswellen und Atmosphäre, 22 pp. 1929

- Dynamische Meteorologie, 421 pp. 1925

- Monatliche Luftdruck- und Temperaturanomalien auf der Erde: Korrelationen d. Luftdrucks auf Island mit dem anderer Orte. Sitzungsberichte der Akademie der Wissenschaften in Wien. Mathematisch-naturwissenschaftliche Klasse 133 (7-8). Ed. Hölder-Pichler-Tempsky, 102 pp. 1924

- Über ein Bewegungsprinzip in der Natur: Vortr., geh. in d. feierl. Sitzung d. Akad. d. Wissenschaften in Wien, am 30. Mai 1923. Ed. Hölder-Pichler-Tempsky A.G. 14 pp. 1923

- Meteorologische Optik. Partes 1-2. Con Josef Maria Pernter. Ed. W. Braumüller. 799 pp. 1910

## Literatura
- Max Toperczer (1959) (en alemán). Exner von Ewarten, Felix Ritter. En Neue Deutsche Biographie (NDB). 4. Berlín: Duncker & Humblot. pp. 700 y sig.